# Тодор Топлийски
Тодор Христов Топлийски е български часовникар и фотограф.

## Биография
Заедно с Георги Михайлов монтира часовника в Рилския манастир. Занимава се с механика, тюфекчийство, куюмджийство и др. През 1892 г., по време на Пловдивското изложение, представя дървен часовник, който е изработил в размер 30 х 40 cm. Той е направен само от дърво, с тежест и две камбани. Едната бие на всеки 15 минути, а другата на всеки кръгъл час. От изложението получава златен медал. В 1892 г. доставя в Дупница ръчна шевна и плетачна машина, както и за първи път велосипед Пежо с две колела и плътни гуми.
Към 1891 г. въвежда фотографията в Дупница. Изучава я в Самоков при Странски и Иван Карастоянов в София. Прави модерно ателие със странично и таванско осветление заедно с братовчед си Никола. 
Бил е мобилизиран като оръжейник в Дупнишкия гарнизон през Балканската и 1- вата Световна войни.
Поддържал е Градският часовник, както и телеграфа на железопъната гара в гр.Дупница.
С фотография и механика се занимава до края на живота си.
Неговият син Димитър Топлийски е първият академичен художник от гр.Дупница, учил при проф. Иван Мърквичка.
Умира на 61 години от дезинтерия.